# 加普雷
加普雷（法語：Gâprée，法語發音：[ɡapʁe] ⓘ）是法国奥恩省的一个市镇，属于阿朗松区。

## 地理
加普雷（48°37'21"N, 0°17'29"E）面积9.84 平方千米，位于法国诺曼底大区奧恩省，该省份为法国西北部内陆省份，北起顺时针与卡爾瓦多斯省、厄尔省、厄尔-卢瓦省、萨尔特省、马耶讷省和芒什省接壤。
与加普雷接壤的市镇（或旧市镇、城区）包括：旧圣日耳曼、布吕勒马伊、勒沙朗日、库尔托梅、圣莱奥纳尔代帕尔克、特雷蒙。

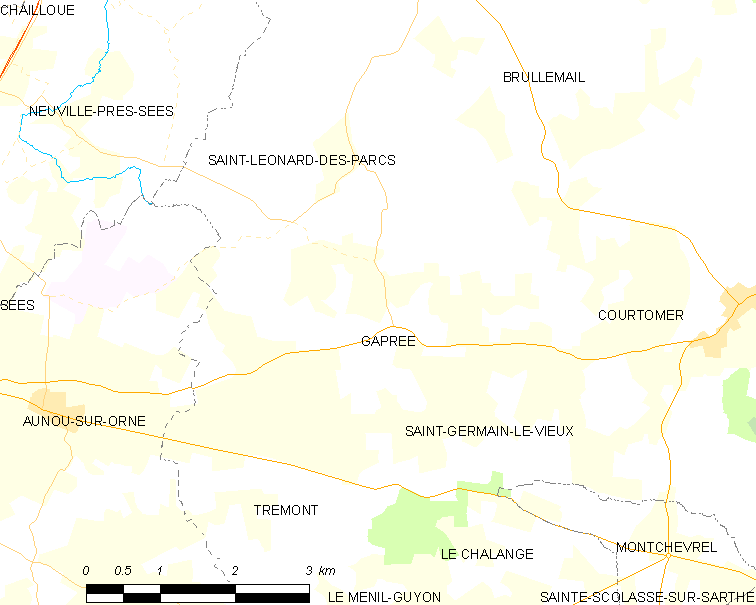
加普雷的OSM定位图

加普雷的时区为UTC+01:00、UTC+02:00（夏令时）。

## 行政
加普雷的邮政编码为61390，INSEE市镇编码为61183。

## 政治
加普雷所属的省级选区为埃库沃县。

## 人口

1962-2008年间加普雷人口变化图示

加普雷于2022年1月1日时的人口数量为144人。